# Comuna Jerebkove, Ananiev
Jerebkove (în ucraineană Жеребкове) este o comună în raionul Ananiev, regiunea Odesa, Ucraina, formată din satele Jerebkove (reședința), Mîhailivka și Strutînka.

## Demografie
Componența lingvistică a comunei Jerebkove
     Ucraineană (92,38%)
     Rusă (4,99%)
     Română (2%)
     Alte limbi (0,64%)
Conform recensământului din 2001, majoritatea populației comunei Jerebkove era vorbitoare de ucraineană (92,38%), existând în minoritate și vorbitori de rusă (4,99%) și română (2%).